# Hannah John-Kamen
Hannah Dominique John-Kamen (Anlaby, 6 settembre 1989) è un'attrice britannica, nota principalmente per il ruolo di Dutch nella serie televisiva Killjoys e di Ava Starr/Ghost nel Marvel Cinematic Universe.

## Biografia
Hannah John-Kamen è nata ad Anlaby, nell'East Yorkshire, figlia di uno psicologo forense nigeriano e di una modella norvegese. Si è diplomata presso la Royal Central School of Speech and Drama.
Tra il 2011 e il 2012 è apparsa in ruoli minori in numerose serie televisive, tra cui Misfits, Black Mirror e The Hour. Nel 2012 ha ottenuto il ruolo di protagonista di Viva in Viva Forever, un musical basato sulle canzoni delle Spice Girls, mentre dal 2015 è protagonista della serie televisiva Killjoys, in onda su Syfy. Nel 2017 è entrata nel cast del film reboot di Tomb Raider e del film Ready Player One di Steven Spielberg. Nel 2018 ha ottenuta il ruolo della villain Ghost nel film del Marvel Cinematic Universe Ant-Man and the Wasp, ruolo che riprende nel film Thunderbolts* (2025), diretto da Jake Schreier. Nel 2021 ha ottenuta il ruolo dell'eroina Jill Valentine nel film reboot Resident Evil: Welcome to Raccoon City, basato alla serie di videogiochi della Capcom, diretto da Johannes Roberts.

## Filmografia

### Cinema
- Star Wars - Il risveglio della Forza (Star Wars: The Force Awakens), regia di J. J. Abrams (2015)
- Tomb Raider, regia di Roar Uthaug (2018)
- Ready Player One, regia di Steven Spielberg (2018)
- Ant-Man and the Wasp, regia di Peyton Reed (2018)
- SAS - L'ascesa del Cigno Nero (SAS: Red Notice), regia di Magnus Martens (2021)
- Resident Evil: Welcome to Raccoon City, regia di Johannes Roberts (2021)
- Unwelcome, regia di Jon Wright (2022)
- Breaking Point , regia di Dania Pasquini e Max Giwa (2023)
- Thunderbolts*, regia di Jake Schreier (2025)

### Televisione
- Misfits – serie TV, episodio 3x06 (2011)
- Black Mirror – serie TV, episodi 1x02-3x02 (2011-2016)
- Whitechapel – serie TV, episodi 3x01-3x02 (2012)
- The Syndicate – serie TV, episodio 1x02 (2012)
- The Midnight Beast – serie TV, episodio 1x01 (2012)
- The Hour – serie TV, 4 episodi (2012)
- Delitti in Paradiso (Death in Paradise) – serie TV, episodio 3x06 (2014)
- Happy Valley – serie TV, 4 episodi (2014)
- Cucumber – serie TV, episodi 1x02-1x03 (2014)
- Banana – serie TV, episodi 1x02-1x03 (2014)
- The Ark, regia di Kenneth Glenaan – film TV (2015)
- Killjoys – serie TV (2015-2019)
- The Tunnel – serie TV, 5 episodi (2016)
- Il Trono di Spade (Game of Thrones) – serie TV, episodi 6x03-6x04 (2016)
- Dark Crystal - La resistenza (The Dark Crystal: Age of Resistance) - serie TV, 5 episodi (2019)
- Brave New World  - serie TV, 9 episodi (2020)
- The Stranger - miniserie TV (2020)

## Doppiatrici italiane
Nelle versioni in italiano delle
opere in cui ha recitato, Hannah John-Kamen è stata doppiata da:
- Erica Necci in Killjoys, Tomb Raider, The Stranger, SAS - L'ascesa del Cigno Nero
- Gaia Bolognesi in Ready Player One, Ant-Man and the Wasp, Thunderbolts*
- Annalisa Usai in Resident Evil: Welcome to Raccoon City
- Laura Lenghi in Black Mirror (ep. 1x02)
- Silvia Avallone in Black Mirror (ep. 3x02)
- Letizia Scifoni in Delitti in Paradiso